# 릭 치크

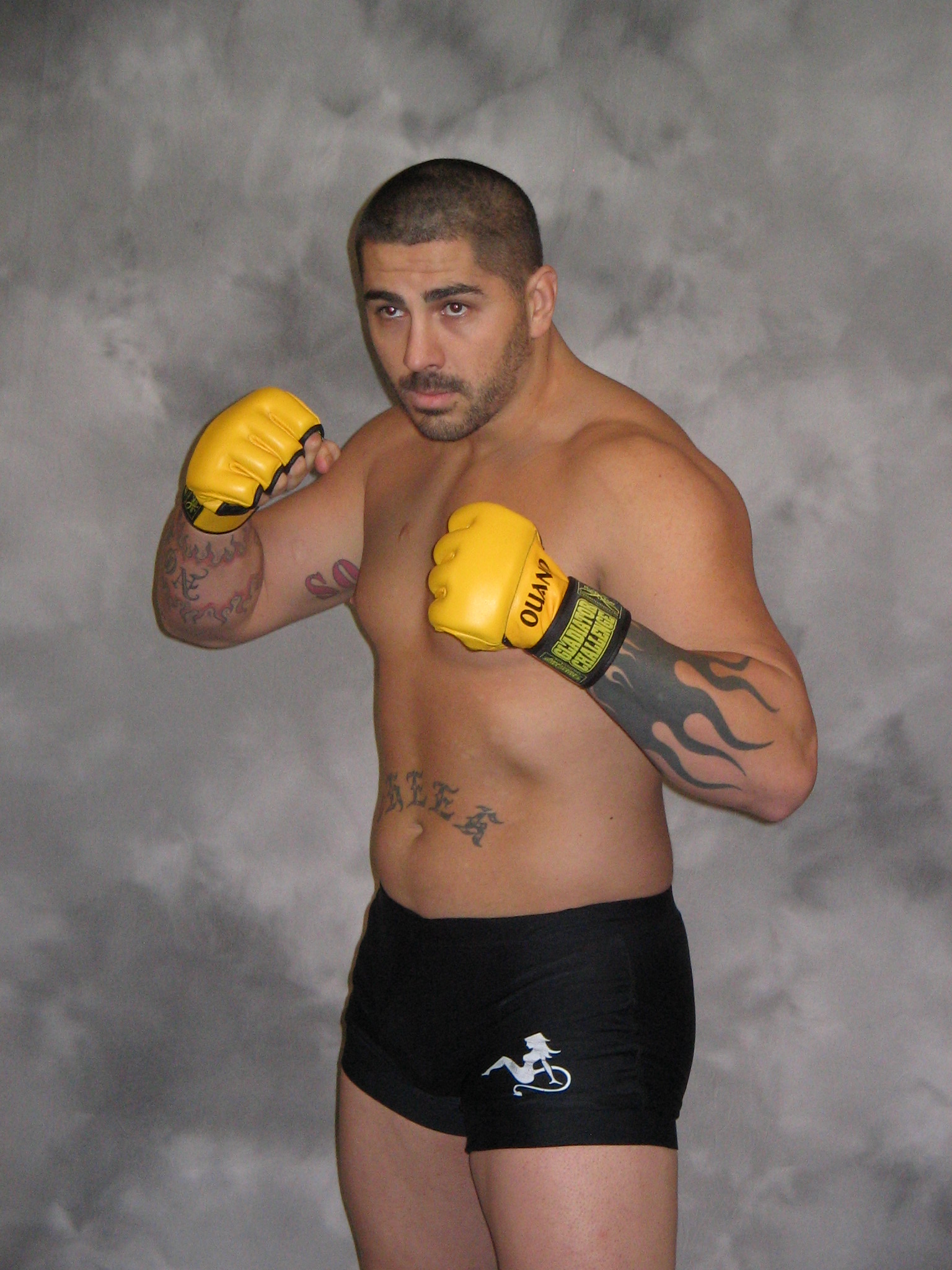

릭 치크(Rick Cheek)는 미국의 킥복싱, 종합격투기 선수다. 1977년 10월 4일 미국 태생, 주 베이스는 킥복싱이다.

## 생애

### K-1 타격 전적
- 4전 3승 1패(3 KO)

| 경기일자        | 상대            | 결과 | 내용            | 대회                            |
| --------------- | --------------- | ---- | --------------- | ------------------------------- |
| 2008년 8월 9일  | 구칸 사키       | 패   | 1R 2분 36초 KO  | K-1 월드 GP 2008 in Hawaii      |
| 2008년 8월 9일  | 니콜라스 페타스 | 승   | 1R 1분 15초 TKO | K-1 월드 GP 2008 in Hawaii      |
| 2007년 8월 11일 | 이마니 리       | 승   | 3R 1분 51초 KO  | K-1 월드 GP 2007 in las vegas   |
| 2005년 8월 13일 | 마이크 셰퍼드   | 승   | 2R 48초 KO      | K-1 월드 GP 2005 in las vegas 2 |

※니콜라스 페타스전 TKO: 니콜라스 페타스가 근육 파열로 인해 심판에게 기권하고 싶다고 요구를 해 결국 릭 치크가 준결승에 진출하게 된다.

### 정보
키 192cm에 체중 120kg대의 좋은 체격조건을 지니고 있다. 2007 라스베가스GP에서 이마니 리를 3R TKO로 꺾었지만 정강이 부상으로 빠지게 된다. 2008 미국GP에선 니콜라스 페타스가 뜻하지 않은 부상으로 TKO로 준결승에 진출하지만 결국 구칸 사키에게 발목을 잡히면서 패하게 된다. 그의 소속팀은 노컬 파이팅 얼라이언스 소속이다. 그 밖의 전적은 20전 19승 1무효(16 KO)이다.

## 종합 격투 전적
- 6전 4승 2패(4 KO)

| 경기일자         | 상대          | 결과 | 내용                  | 대회                        |
| ---------------- | ------------- | ---- | --------------------- | --------------------------- |
| 2008년 5월 17일  | 버디 로버츠   | 패   | 1R 리어 네이키드 초크 | CCFC - Mayhem               |
| 2008년 2월 16일  | 리처드 블라켄 | 승   | 1R 2분 5초 KO         | 케이지 컴뱃 파이팅 챔피언십 |
| 2007년 12월 22일 | 챠즈 글로멜리 | 패   | 2R 2분 20초 키락      | GC 73 - High Noon           |
| 2007년 5월 11일  | 토마스 로저   | 승   | 1R 1분 15초 KO        | GC 63 - Crackdown           |
| 2007년 4월 14일  | 조 아부아타   | 승   | 1R 31초 KO            | GC 62 - Sprawl and Brawl    |
| 2006년 12월 16일 | 데이브 헉카바 | 승   | 2R 1분 35초 KO        | GC 57 - Holiday Beatings    |

## 타이틀
- 2008 케이지 컴뱃파이팅 챔피언십 헤비급 챔피언
- 2006 WKA US 슈퍼헤비급 프로 무에타이 챔피언
- 2004 IKF 북아메리카 슈퍼헤비급 아마추어 무에타이 챔피언